# Sousveillance

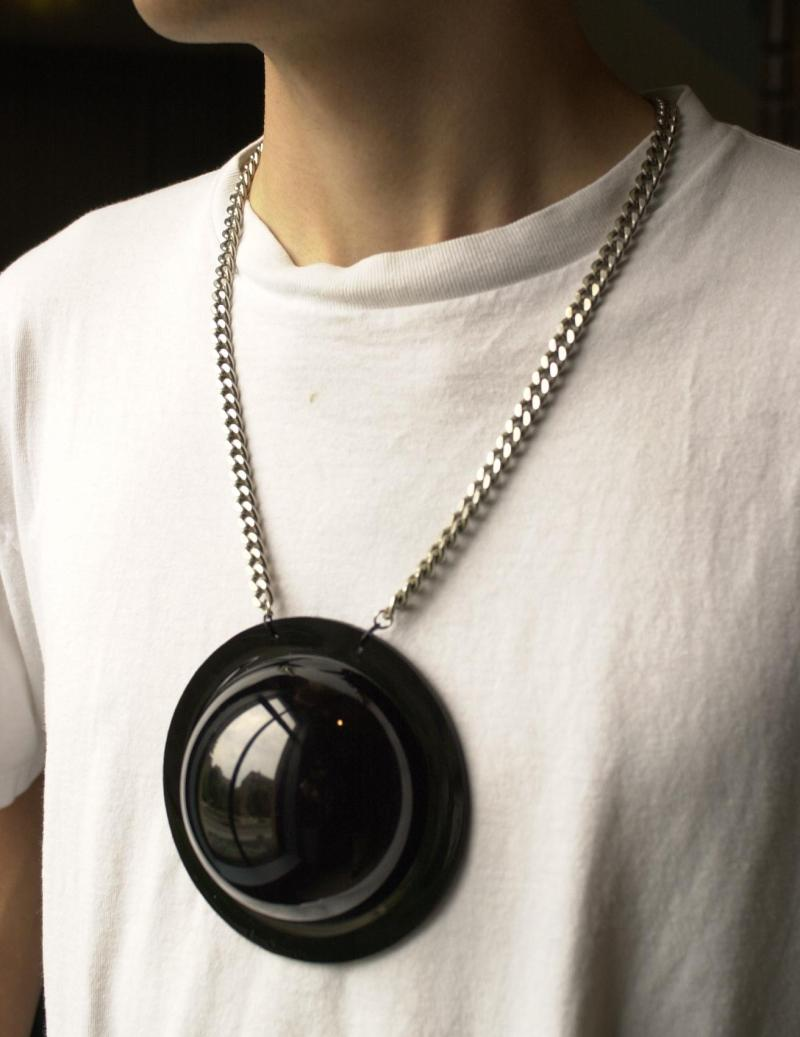
Cette webcam sans fil est comparable à la boîte noire d'un avion, enregistrant en continu ce que voit son porteur.

La sousveillance, également appelée surveillance inverse, est un terme proposé par le Canadien Steve Mann pour décrire l'enregistrement d'une activité du point de vue d'une personne qui y est impliquée, souvent réalisée par un appareil enregistreur portable. Philippe Cahen a proposé une définition plus large de la sousveillance : le fait d'observer avec une attention
soutenue [à partir de la conception, de l’expérimentation, de la pratique, du vécu] de la part d'acteurs indépendants de liens financiers ou hiérarchiques
Surveillance inverse est un terme plus limitatif que sousveillance, plaçant l'accent sur une « vigilance par la base » ayant vocation à « surveiller la surveillance » en analysant et en surveillant les systèmes de surveillance eux-mêmes, et les autorités qui les contrôlent. Elle est souvent conduite par les personnes surveillées (par exemple les prisonniers), mais peut également constituer une forme d'ethnographie ou d'ethnométhodologie.
Jamais Cascio (en) fait référence au concept de sousveillance en parlant de « panoptique inversé » (en hommage à Jeremy Bentham et à Michel Foucault).

## «Track the money»
Aux États-Unis, le président Barack Obama en personne a donné une application concrète au phénomène de sousveillance au travers du site Recovery.gov. Cette plate-forme détaille l'utilisation faite par les pouvoirs publics de l’argent des contribuables américains (où va-t-il et pourquoi y va-t-il). Obama assurait ainsi la traçabilité des deniers publics et la promotion de la gouvernance transparente. Les citoyens ont également l'opportunité de signaler fraudes et autres abus constatés grâce à ce site.

## «Assiduité politique»
En France, ce sont les citoyens qui ont créé un observatoire de l’activité politique. Grâce aux sites web nosdeputes.fr et nossenateurs.fr, tout citoyen peut contrôler l’assiduité de ses représentants parlementaires. Les internautes y épinglent les élèves studieux, les cancres politiques, les absentéistes, etc. « Au travers de leurs commentaires, les utilisateurs sont invités à créer le débat en partageant leur expertise », explique l’association Regards Citoyens, à l’origine de ces sites.

## Exemple de Neda
Le phénomène de la sousveillance a connu un exemple le 20 juin 2009. Des mouvements de contestation secouaient l’Iran au lendemain des élections présidentielles. Parmi les services d’ordre présents lors d'une manifestation, un milicien ouvrit le feu et blessa grièvement une jeune femme, Neda Agha-Soltan. Elle agonisa et mourut dans la minute qui suivit, filmée par l’objectif de plusieurs téléphones portables. La mort de cette manifestante iranienne fit le tour du monde dans des conditions proches du direct. Remontant le courant médiatique, des images d’une rare crudité atterrirent dans les journaux télévisés des plus importantes chaînes de télévision. Un pareil fait divers n’aurait jamais trouvé d'écho dans les régimes totalitaires d’antan.

## Violence policière
Initiée aux États-Unis dans les années 1960 par les Black Panthers, la pratique du « copwatching » (littéralement « surveillance de flics ») consiste à filmer les actions de la police pour lutter contre les violences policières. Dans la continuité s'est créé en 1990 le réseau Copwatch. Son site internet est bloqué en France depuis 2012. 
La police américaine étant maintenant de plus en plus souvent équipée de caméras-piéton (les « body cam »), on en arrive fréquemment à la mise en comparaison de deux vidéos concurrentes. Le philosophe Emmanuel Alloa a considéré que ces deux formes d'enregistrement - la surveillance et la sousveillance - ne visent pas à mieux établir les faits, mais à permettre aux deux côtés de s'armer « pour la nouvelle guerre du storytelling. Bientôt, agents et citoyens ne se rencontreront plus qu’avec des caméras braquées l’une sur l’autre ». 

### Ressource radiophonique
- François Saltiel, « "Sousveillance" : quelles ripostes contre la surveillance technologique ? » [audio], émission Le Meilleur des mondes (58 minutes), France Culture, 12 mai 2023.